# Wolfgang Beltracchi

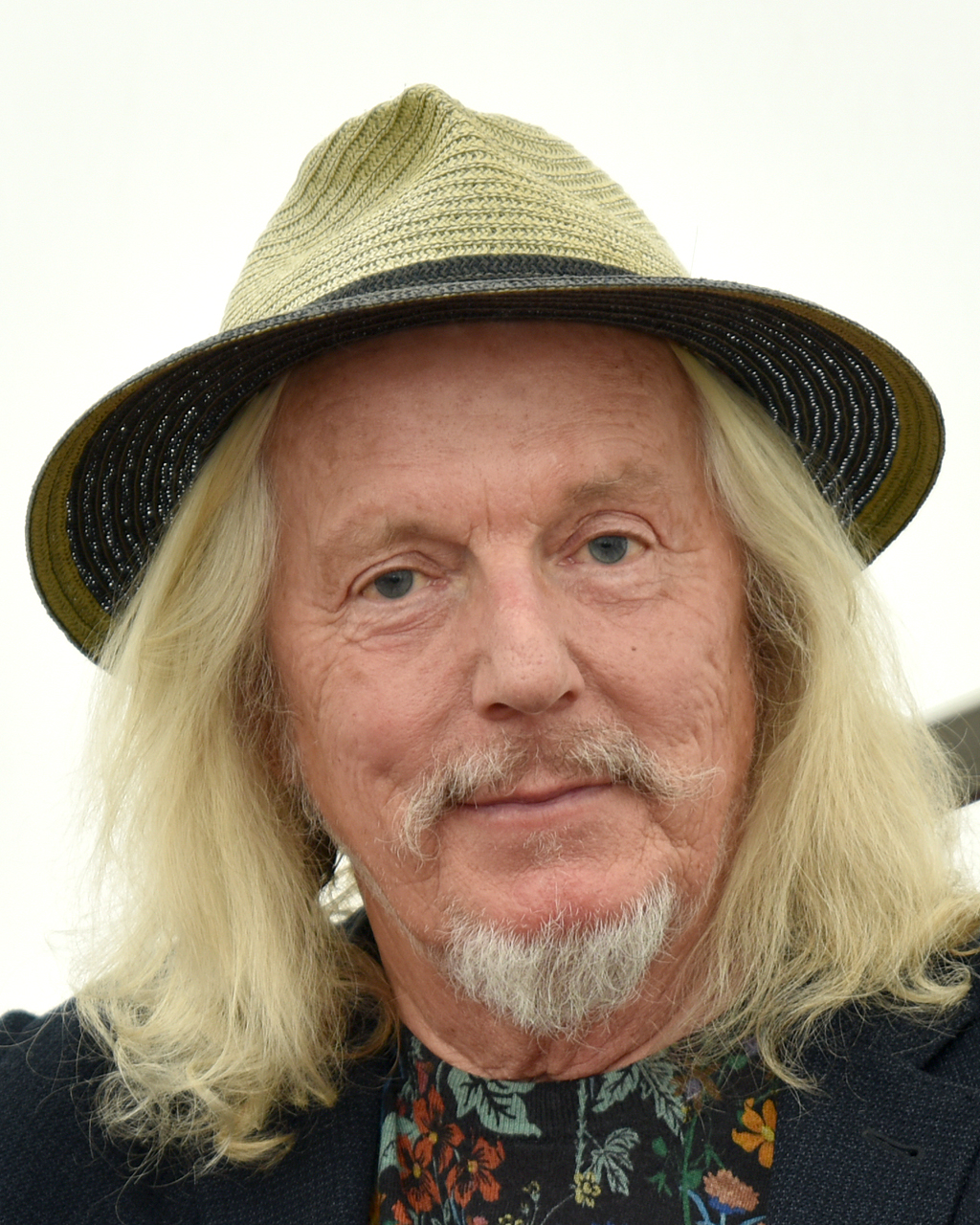
Wolfgang Beltracchi (2024)

Wolfgang Beltracchi (* 4. Februar 1951 in Höxter als Wolfgang Fischer) ist ein deutscher Maler und ehemaliger Kunstfälscher. Er wurde am 27. Oktober 2011 in einem der größten Kunstfälscherprozesse seit dem Ende des Zweiten Weltkriegs wegen gewerbsmäßigen Bandenbetrugs zu einer Haftstrafe von sechs Jahren verurteilt. Ermittler gehen von einem Betrugsgewinn zwischen 20 und 50 Millionen Euro aus.

## Leben

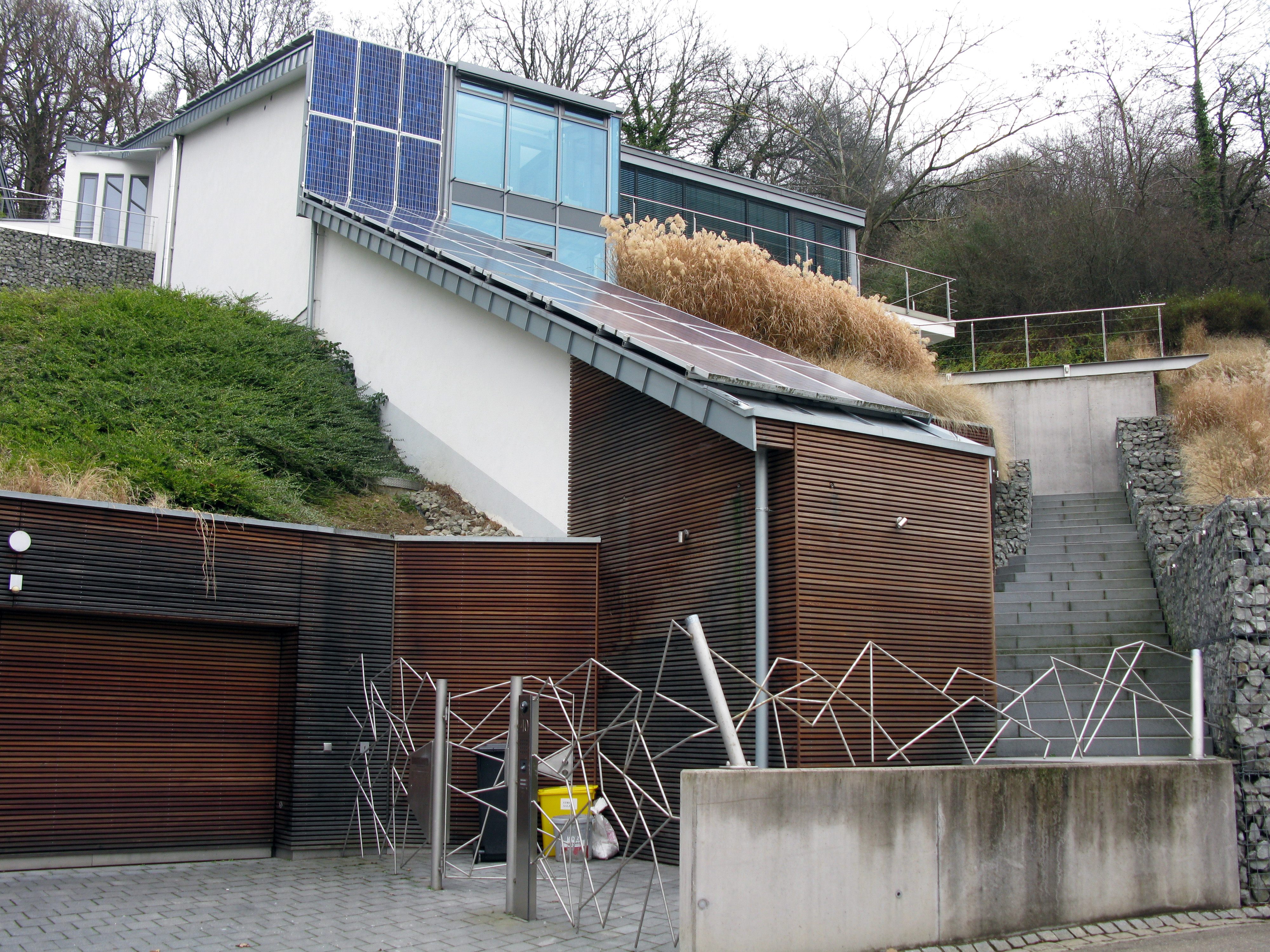
Das ehemalige Beltracchi-Haus in Freiburg-Herdern

Wolfgang Beltracchi wurde 1951 in Höxter in Nordrhein-Westfalen als jüngstes von fünf Kindern des Kirchenmalers und Restaurators Wilhelm Fischer (1906–1995) und dessen Frau, der Lehrerin Franziska Fischer (1908–1973), geboren und wuchs zunächst in Altenbergen (heute zu Marienmünster) auf. Die Familie zog bald nach Geilenkirchen um, wo er im Alter von 17 Jahren vom Gymnasium verwiesen wurde. Später gab er den Besuch der Werkkunstschule in Aachen auf und begann nach eigenen Angaben ein Wanderleben durch Wohngemeinschaften und Kommunen mit „Sex, Drugs & Rock ’n’ Roll“.
Wolfgang Beltracchi (damals noch „Fischer“ mit Nachnamen) reiste durch Europa und Nordafrika, verkaufte hin und wieder ein eigenes Gemälde und wurde schließlich auf einem Hof in Viersen sesshaft. 1992 lernte er Helene Beltracchi kennen, sie heiraten 1993. Wolfgang nahm ihren Nachnamen an. 1995 verließen sie gemeinsam mit ihren Kindern Deutschland und lebten bis zur Verhaftung 2010 in Südfrankreich in der Nähe von Montpellier. 2005 kauften die Beltracchis ein Haus in Freiburg-Herdern, wo sie am 27. August 2010 verhaftet wurden. Eigener Aussage zufolge durfte Wolfgang Beltracchi acht Monate nach der Verhaftung erstmals wieder mit seinen Kindern in Kontakt treten.
Während der Haft hatten die Eheleute Beltracchi einen etwa 8000 Seiten umfassenden Briefwechsel, der von der Staatsanwaltschaft mitgelesen wurde. Seit ihrem Gefängnisaufenthalt leben die Beltracchis im luzernischen Meggen am Vierwaldstättersee.

## Kunstfälschungen
Beltracchi hatte über Jahre hinweg Bilder im Stil bekannter Maler wie Heinrich Campendonk, Max Ernst und Max Pechstein, Fernand Léger, André Derain und anderer gemalt. Indem er die künstlerische Handschrift der Maler übernahm, gelang es ihm, anerkannte Experten zu täuschen und in den Nachahmungen authentische Werke vermuten zu lassen. Die ersten Bilder entstanden nach Fotos verschollener Originale, später kamen noch Kreationen hinzu, bei denen Teile verschiedener bekannter Bilder abgemalt und zu neuen Bildern zusammengesetzt wurden. Als Malgrund benutzte er Bilder unbekannter Künstler, die er übermalte. Dabei war wichtig, dass der Malgrund zur Epoche passte. Beltracchi war bereit, hohe vierstellige Beträge für Gemälde zu zahlen, um an die Leinwand zu kommen. Als „großen Glücksfall“ bezeichnet er den Fund eines „leeren“ Bildes, das er für 100 Franc kaufen konnte.
Die Leisten der Rahmen wurden mit imitierten Aufklebern renommierter Galerien der Vergangenheit dekoriert, als Klebstoff wurde, wie sich später herausstellte, Sekundenkleber benutzt. Den Aufklebern nach wäre so manches Bild durch alle bekannten Galerien jener Zeit gegangen. Der angebliche Aufkleber des Galeristen Alfred Flechtheim war zuvor unbekannt und verschieden von jenem, den Flechtheim tatsächlich benutzte. Nachdem erste Zweifel aufgekommen waren, legte Beltracchi gefälschte alte Fotos von Arrangements nach, auf denen auch eine von seiner Frau gekaufte Skulptur zu sehen war. Unter diesen Fotos war eines, auf dem seine Frau Helene als ihre eigene Großmutter posierte, und mehrere gefälschte Bilder (die aus deren Besitz stammen sollten) waren an der Wand zu sehen. Damit gelang es, für die Bilder die nötigen Expertisen von anerkannten Fachleuten zu bekommen. Laut Aussagen von Beltracchi sei der Kunstmarkt so unersättlich gewesen, dass von Experten als nicht authentisch erkannte Bilder konsequenzlos wieder zurückgegeben worden seien. Dem Verkauf anderer Bilder und der Glaubwürdigkeit der fiktiven Sammlung habe dies nicht im Wege gestanden.
Rechtlich handelt es sich beim Anbringen von falschen Signaturen, Stempeln, Aufklebern etc. auf Kunstwerken um Urkundenfälschung, sofern die Absicht besteht, die Werke später als echt in Verkehr zu bringen oder durch andere in Verkehr bringen zu lassen. Der Verkauf von Kunstwerken mit dem Vorsatz, dass es sich um Fälschungen handelt, kann Betrug sein.
Überführt wurde Beltracchi 2010 durch das Londoner Kunstanalyse-Unternehmen Art Analysis & Research, wo gefälschte Kunst mit modernsten Methoden enttarnt wird. Bei einem seiner gefälschten Werke – Rotes Bild mit Pferden – konnte dort moderne Farbe mit Titandioxid nachgewiesen werden, das zu der angegebenen Entstehungszeit der Bilder von Heinrich Campendonk noch nicht verwendet wurde. Beltracchi hatte entgegen seiner üblichen Vorgehensweise, die Farben selbst anzumischen, eine fertige Tube Zinkweiß benutzt, die Spuren von Titanweiß enthielt. Die Enttarnung Beltracchis löste Unsicherheit auf dem Kunstmarkt aus.
Seit seiner vorzeitigen Haftentlassung ist Beltracchi als Künstler mit eigener Handschrift tätig.

### Vertrieb der Fälschungen
Beltracchi und seine Frau Helene hatten zusammen mit Otto Schulte-Kellinghaus und einer Komplizin die Bilder als Werke der betreffenden Künstler in den internationalen Kunstmarkt geschleust und Preise bis zu einstelligen Millionenbeträgen pro Bild erzielt. Nach eigenen Angaben verkaufte er nie direkt an Museen oder Sammler, sondern an Auktionshäuser, denen er eine Expertise vorwies. Die Fälschungen gelangten vorrangig nach Japan, Frankreich, in die Vereinigten Staaten und nach Großbritannien. Bei den betrügerischen Geschäften gab Beltracchi unter anderem vor, die Bilder stammten aus einer in Wirklichkeit nicht existierenden „Sammlung Werner Jägers“ (Werner Jägers war der Großvater Helene Beltracchis) bzw. einer ebenfalls fingierten „Sammlung Wilhelm Knops“. Unter anderem aus dem Besitz des Kunsthändlers Alfred Flechtheim, so die Geschichte der Fälscher, sollen verschollene Bilder teuer gehandelter Künstler in die Sammlung Werner Jägers gelangt sein.
Auktionshäuser und Galeristen haben aufkommende Zweifel ignoriert und weitere Nachforschungen unterlassen.
Die Staatsanwaltschaft schätzte die Gewinne der Bande auf 16 Millionen Euro. Beltracchi besaß neben seinem Haus in Freiburg auch eines in Mèze, Südfrankreich.

### Verurteilung
Wolfgang Beltracchi wurde am 27. Oktober 2011 vom Landgericht Köln wegen gewerbsmäßigen Bandenbetrugs zu sechs Jahren Haft verurteilt. Helene Beltracchi erhielt eine Gefängnisstrafe von vier Jahren, Schulte-Kellinghaus von fünf Jahren. Den Verurteilten wurde Offener Vollzug gewährt. Die Beltracchis hatten zu diesem Zeitpunkt bereits 14 Monate in Untersuchungshaft verbracht.
Wolfgang Beltracchi musste aus seinem Vermögen zwei Millionen Euro Schadensersatz an die von ihm geschädigte maltesische Firma des israelischen Unternehmers Vadim Shulman Trasteco Limited zahlen, die ein angebliches Campendonk-Gemälde im Auktionshaus Lempertz ersteigert hatte. Das Auktionshaus Lempertz hatte in diesem Zusammenhang bereits 800.000 Euro Kommissionsgebühren an das Unternehmen zurückgezahlt.
Am 9. Januar 2015 wurde Wolfgang Beltracchi vorzeitig aus der Haft entlassen und die Reststrafe zur Bewährung ausgesetzt.

### Anzahl der bekannten Fälschungen und Verbleib
|         | gefälschter Künstler | Titel                                      | Entstehungsjahr | Verkaufspreis         | Verbleib                                                                      | Expertise                                             |
| ------- | -------------------- | ------------------------------------------ | --------------- | --------------------- | ----------------------------------------------------------------------------- | ----------------------------------------------------- |
| 1       | Max Ernst            | „La Horde“                                 |                 | 4,4 Millionen Dollar  | Sammlung Würth                                                                | Durch Werner Spies für authentisch erklärt            |
| 2       | Max Ernst            | „La Mer“                                   |                 | 800 000 Dollar        | Niederländische Stiftung                                                      | Durch Werner Spies für authentisch erklärt            |
| 3       | Max Ernst            | „Vogel im Winterwald“                      |                 | 500 000 Euro          | Pariser Galerie                                                               | Durch Werner Spies für authentisch erklärt            |
| 4       | Max Ernst            | „La Forret“                                |                 | 5,5 Millionen Euro    | Daniele Filipacchi                                                            | Durch Werner Spies für authentisch erklärt            |
| 5       | Max Ernst            | „Oiseaux“                                  |                 | 1,2 Millionen Euro    | Pariser Privatsammlung                                                        | Durch Werner Spies für authentisch erklärt            |
| 6       | Max Ernst            | „Vogelhochzeit II“                         |                 |                       |                                                                               | Durch Werner Spies für authentisch erklärt            |
| 7       | Max Ernst            | „Kleine Horde“                             |                 |                       |                                                                               | Durch Werner Spies für authentisch erklärt            |
| 8       | Max Ernst            | „Tremblement de terre“                     |                 | 1,14 Millionen Dollar |                                                                               | Durch Werner Spies für authentisch erklärt            |
| 9       | Andre Derain         | „Matisse peignant à Collioure“             |                 | 6,2 Mio. USD          | Hilti Art Foundation                                                          |                                                       |
| 10      | Andre Derain         | „Collioure“                                |                 |                       |                                                                               |                                                       |
| 11      | Max Pechstein        | „Liegender weiblicher Akt mit Katze“       |                 | 700.000 Euro          | Sammlung Gerlinger                                                            |                                                       |
| 12      | Max Pechstein        | „Seine mit Brücke und Frachtkähnen“        |                 | 320.000 DM            | in eine südamerikanische Privatsammlung                                       |                                                       |
| 13      | Kees van Dongen      | „Frauenporträt mit Hut“                    |                 | 2,8 Millionen Euro    |                                                                               |                                                       |
| 14      | Heinrich Campendonk  | „Rotes Bild mit Pferden“                   |                 | 2,9 Millionen Euro    | Trasteco Ltd                                                                  |                                                       |
| 15      | Heinrich Campendonk  | „Mädchen mit Schwan“                       | Vor 1995        | 67 500 Pfund          | Museum of Art, Koji                                                           |                                                       |
| 16      | Heinrich Campendonk  | „Else Lasker-Schüler gewidmet“             |                 | 590.000 Euro          | Sammlung Würth                                                                |                                                       |
| 17      | Heinrich Campendonk  | „Die Katze in Berglandschaft“              |                 | 1.000 000 Euro        | Sprengel Museum Hannover                                                      |                                                       |
| 18      | Heinrich Campendonk  | „Liegender Akt mit Frosch“                 |                 |                       |                                                                               |                                                       |
| 19      | Heinrich Campendonk  | „Zwei Figuren in Landschaft“               |                 |                       |                                                                               |                                                       |
| 20      | Heinrich Campendonk  | „rote Kuh“                                 |                 |                       |                                                                               |                                                       |
| 21      | Heinrich Campendonk  | „Landschaft mit Pferden“                   | Vor 2003        | 850.000 Dollar        | Steve Martin                                                                  | Durch Andrea Firmenich für authentisch erklärt        |
| 22      | Emil Othon Friesz    | „La Ciotat“                                |                 |                       |                                                                               |                                                       |
| 23      | August Macke         | „Hafenbild“                                |                 |                       |                                                                               | Durch Ursula Heiderich enttarnt                       |
| 24      | Jean Metzinger       | „Cycliste (oval)“                          |                 |                       |                                                                               |                                                       |
| 25      | Jean Metzinger       | „Le Cycliste“                              | Vor 1989        |                       | soll in einem japanischen Museum gehangen haben                               |                                                       |
| 26      | Jean Metzinger       | „Kubistisches Frauenbild“                  |                 |                       |                                                                               |                                                       |
| 27      | Fernand Léger        | „Nature morte“                             |                 |                       |                                                                               |                                                       |
| 28      | Fernand Léger        | „Kubistisches Stillleben“                  | Vor 2006        |                       |                                                                               |                                                       |
| 29      | Auguste Herbin       | „Maternité“                                |                 |                       |                                                                               |                                                       |
| 30      | Auguste Herbin       | Hafenbild                                  |                 |                       |                                                                               |                                                       |
| 31      | Auguste Herbin       | „Femme et enfants“                         | Vor 1993        |                       |                                                                               |                                                       |
| 32      | Auguste Herbin       | „Femme assise“                             |                 |                       |                                                                               |                                                       |
| 33      | Moise Kisling        | „Bouquet varié, 1937“                      |                 |                       |                                                                               |                                                       |
| 34      | Moise Kisling        | Blumenbild 2                               |                 |                       |                                                                               |                                                       |
| 35      | Gustave Loiseau      | „Kleines Winterbild Paris“                 |                 |                       |                                                                               |                                                       |
| 36      | Marie Laurencin      | „Leda mit dem Schwan“                      |                 |                       |                                                                               |                                                       |
| 37      | Marie Laurencin      | „Guillaume Apollinaire au profil égyptien“ |                 |                       |                                                                               |                                                       |
| 38      | Marie Laurencin      | „Alfred Flechtheim“                        |                 |                       |                                                                               |                                                       |
| 39      | Francis Picabia      |                                            |                 |                       |                                                                               |                                                       |
| 40      | Louis Marcoussis     | „Kleines kubistisches Stillleben Paris“    |                 | 300.000 Euro          |                                                                               |                                                       |
| 41      | Louis Marcoussis     | „Portrait Alfred Flechtheim“               |                 |                       |                                                                               |                                                       |
| 42      | Carlo Mense          | „Kleine Ansicht Waidmarkt“                 | Vor 1999        | 50.000 DM             |                                                                               |                                                       |
| 43      | Raoul Dufy           | „Café à l´Estaque“                         | 1980er Jahre    |                       | Privatsammlung Singapur                                                       | Durch Fanny Gullion-Laffaille für authentisch erklärt |
| 44      | Raoul Dufy           | „Le Havre“                                 |                 |                       |                                                                               |                                                       |
| 45      | Albert Gleizes       |                                            |                 |                       |                                                                               |                                                       |
| 46      | Heinrich Nauen       | „Herbstwald“                               |                 |                       |                                                                               |                                                       |
| 47      | Hans Purrmann        | „Südliche Landschaften“                    |                 |                       |                                                                               | Witwe des Künstlers hält das Werk für eine Fälschung  |
| 48      | Henri Hayden         | „Stillleben 1921“                          | Vor 1992        | 45.000 Pfund          | Spanische Privatsammlung                                                      |                                                       |
| 49      | André Lhote          | „Cours Cycliste à Bordeaux“                | Vor 1995        | 95.000 Dollar         |                                                                               | Durch Jean Gouin für authentisch erklärt              |
| 50      | Theodore Karl Butler | „Fluss Epte, Giverny“                      |                 |                       |                                                                               |                                                       |
| 51      | George Braque        | „Gitarre le Compotier“                     |                 |                       |                                                                               |                                                       |
| 52      | George Braque        | „Souvenirs d´Anvers“                       |                 |                       |                                                                               |                                                       |
| 53      | Oskar Moll           | „Stillleben mit Fruchtschale“              |                 |                       |                                                                               |                                                       |
| 54      | Emil Filla           | „Homme et Oiseaux“                         |                 |                       |                                                                               |                                                       |
| 55      | Johannes Molzahn     | „Energie entspannt“                        | 1985            | 80.000 DM             |                                                                               |                                                       |
| 55a     | Johannes Molzahn     | „Porträt Oskar Schlemmer“                  | 1985            |                       | 1987 von der Witwe Molzahns erworben; heute: Johannes Molzahn-Centrum, Kassel |                                                       |
| 56      | Wladimir Bechtejew   |                                            |                 |                       |                                                                               |                                                       |
| 57      | Helmuth Macke        | „Landschaft bei Orbroich“                  | 1986            |                       |                                                                               | Durch Burkhard Leismann für authentisch erklärt       |
| 58      | Helmuth Macke        | „Niederrheinische Landschaft“              | 1986            |                       |                                                                               | Durch Burkhard Leismann für authentisch erklärt       |
| 59      | Helmuth Macke        | „Ruderregatta auf dem Rhein“               | 1986            |                       |                                                                               | Durch Burkhard Leismann für authentisch erklärt       |
| 60      | Helmuth Macke        | „Stillleben“                               | 1986            |                       |                                                                               | Durch Burkhard Leismann für authentisch erklärt       |
| Quelle: |                      |                                            |                 |                       |                                                                               |                                                       |

Das Verfahren im Fall Beltracchi wurde nach neun Prozesstagen beendet; verhandelt wurde lediglich die Fälschung von 14 Gemälden. Die Anzahl der insgesamt gefälschten Bilder ist unklar; es wurde keine Anklage gegen mögliche Hintermänner erhoben. Damit die bereits entdeckten gefälschten Gemälde nach einigen Jahren nicht erneut im Kunsthandel auftauchen, stellte der Bundesverband der Deutschen Kunstversteigerer (BDK) gemeinsam mit dem Landeskriminalamt Berlin eine Liste von 53 bis heute bekannten Fälschungen ins Internet. Auf den Seiten des BDK gibt es unter der Rubrik „Datenbank der kritischen Werke“ einen „Katalog der ermittelten Werke der sog. Sammlung Jägers“.
Es ist von einer weit größeren Anzahl an Fälschungen auszugehen, die weiterhin im Umlauf sind. Der Kunsthistoriker Werner Spies, der selbst in den Fälschungsskandal verwickelt ist, geht von 100 bis 200 gefälschten Arbeiten aus. Beltracchi selbst erläuterte in der Talkshow 3 nach 9 am 31. Januar 2014, dass er über einen Zeitraum von 40 Jahren etwa 300 Bilder gefälscht habe. Von diesen seien wohl um die 200 bis 230 als unaufgedeckte Fälschungen noch im Umlauf. In der Sendung Markus Lanz am 19. Februar 2015 nannte er diese Zahlen noch einmal. Auch in der Dokumentation Beltracchi – Die Kunst der Fälschung ist von ungefähr 300 Bildern und Zeichnungen die Rede.

## Ausstellungen

### Einzelausstellungen
- 2014: Der Jahrhundertfälscher. Galerie Christine Brügger, Bern[44]
- 2015: Freiheit. art room9, München / Deutschland[45]
- 2015: Im Dunkel der Wälder. Kurt Mühlenhaupt Museum, Bergsdorf
- 2016: Nabocov. Galerie Christine Brügger, Bern
- 2016: Free Method Painting. art room9, temporär Basel[46] (obgleich es auf der Seite der galerie art room 9 heißt, der Begriff „Free Method Painting“ sei „von Wolfgang Beltracchi und dem Galeristen Curtis Briggs (Galerie art room9) in Anlehnung an die Lehre der Schauspielkunst nach Lee Strasberg ‚Method Acting‘ kreiert worden“,[47] wurde er im Wesentlichen tatsächlich bereits von dem Heidelberger Kunsthistoriker Henry Keazor 2014 verwendet, als er in einem Blogbeitrag vom 3. März 2014 in Bezug auf einen Vergleich Beltracchis mit einer Romanfigur Wolfgang Hildesheimers schrieb: „Auch in dieser Hinsicht weist Guiscard bemerkenswerte Parallelen zu Beltracchi auf, der dieses Sich-in-den-zu-fälschenden-Künstler-Hineinversetzen, dieses (wie man in Anlehnung an Lee Strasbergs berühmte Schauspieltechnik sagen möchte:) „Method Painting“ auch für sich reklamiert…“[48] – Keazor verwendete den Begriff „Method Painting“ erneut in Bezug auf Beltracchi in seinem 2015 erschienenen Buch „Täuschend echt“, S. 241; selbst die Performance Beltracchis anlässlich der Ausstellungseröffnung auf der Art Basel, wo er sich mittels Doubles als „Original“ zusammen mit „Kopien“ bzw. „Fälschungen“ präsentierte, hat ein konkretes Vorbild in zwei Filmbeiträgen des Journalisten Eberhard Reuß von 2015 und 2016[49] der Keazor vervielfältigte und „Original“ und „Kopien“ ebenfalls darüber streiten ließ, wer von ihnen das „Original“ sei – ganz im Sinne des von Beltracchi während der Performance getragenen T-Shirts „I am (not) the real Beltracchi“).
- 2017: Ballets Russes, Galerie Lilian Andrée, Riehen
- 2018: Kairos. Der richtige Moment, Biblioteca Nazionale Marciana, Venedig
- 2018/2019: Kairos. Der richtige Moment, Barlach Halle K, Hamburg
- 2019: Kairos. Der richtige Moment, Bank Austria-Kunstforum Wien, Wien
- 2019: Bilder aus Kairos. Der richtige Moment, Schloss Esterházy Lockenhaus, Burgenland
- 2019: Kairos. Der richtige Moment, mSE Kunsthalle, Unterammergau
- 2021: The Greats – Salvator Mundi, Tonhalle Zürich[50]
- 2023: Galerie Christine Brügger, Bern, Beltracchi/Venzago, Die Wiederkehr des Salvator Mundi
- 2023: Galerie Dutoit, Unterentfelden, Zusammen, aber nicht im Doppelpack.[51]
- 2024: Engel, Galerie Lilian Andrée, Riehen
- 2024: Noah, Galerie Brügger, Bern

### Gruppenausstellungen
- 1978: Große Kunstausstellung. Haus der Kunst, München / Deutschland (17.06. bis 24.09.)
- 2015: Mona, Galerie Kornfeld · 68 Projects. Berlin / Deutschland (12.09. bis 28.11.)

### Kunstprojekte
- Art on ice. Mit Bühnenbildern von Wolfgang Beltracchi[52]
- Kairos. Der richtige Moment[53]
- The Greats - Salvator Mundi[54]

### Virtuelles Museum
- Greats.ART[55]

## Rezeption
- „Sam Keller, der Museumsdirektor der Fondation Beyeler in Basel, sprach von einem «talentierten Pinsler, mehr nicht».“[56]
- 2017 wurde Wolfgang Beltracchi vom Kunst-Reise-Magazin Cultur Trip unter die sechs wichtigsten zeitgenössischen deutschen Künstler gewählt.[57]

## Theaterprojekte
Unverfälscht – Szenische Lesung mit Stefan Gubser und Regula Grauwiller, Produktion: Wortspektakel, Regie: Michael Steiner

## Filmprojekte
Im Mai 2012 sendete der WDR die Dokumentation Der große Bluff. Wie man mit Kunst kassiert von Anke Rebbert. Die Dokumentation sollte den Fälschungscoup des Jahrhunderts „entzaubern“ und die Mechanismen des Kunstmarktes aufzeigen.
Die Produzenten Ulrich Lenze und Ulrich Limmer planten eine Filmkomödie über den Fall Beltracchi, die 2013 in die Kinos hätte kommen sollen. Ulrich Limmer, Autor der Satire Schtonk!, sollte das Drehbuch schreiben. Das Vorhaben wurde jedoch von Wolfgang und Helene Beltracchi ohne Nennung von Gründen abgelehnt.
Der Regisseur und Autor Arne Birkenstock, Sohn von Beltracchis Verteidiger Reinhard Birkenstock, drehte 2012 den Dokumentarfilm Beltracchi – Die Kunst der Fälschung. Das Filmprojekt wurde von der Film- und Medienstiftung NRW und vom Bund gefördert. Filmstart war am 6. März 2014. Der Film wurde 2014 mit dem Deutschen Filmpreis in der Kategorie „Bester Dokumentarfilm“ ausgezeichnet. Der Verband der deutschen Filmkritik nominierte den Film 2015 für den Preis der deutschen Filmkritik in der Kategorie „Bester Dokumentarfilm“.
2014 entstand die von 3sat produzierte fünfteilige Dokumentationsreihe Der Meisterfälscher. In den fünf Teilen wurde jeweils eine Person von Wolfgang Beltracchi porträtiert, Harald Schmidt im Stil von Otto Dix, Daniel Kehlmann im Stil von Giorgio de Chirico, Gloria von Thurn und Taxis im Stil von Lucas Cranach dem Älteren, Kunststudentin und Tochter Franziska Beltracchi im Stil von Sandro Botticelli sowie Christoph Waltz im Stil von Max Beckmann. Im Januar 2015 wurde die Dokumentationsreihe für den Grimme-Preis nominiert. Im September 2015 wurde diese TV-Reihe vom Eurovision Creative Forum der EBU als bestes europäisches Format ausgezeichnet. 2015 entstand die von 3sat produzierte zweite Staffel der Dokumentationsreihe Der Meisterfälscher mit dem Titel Der Meisterfälscher kehrt zurück. In den fünf Teilen der zweiten Staffel wurden einmal zwei und viermal eine Person von Wolfgang Beltracchi porträtiert: Niccel und Emil Steinberger im Stil von Joaquín Sorolla, Katarina Witt im Stil von Tamara de Lempicka, Hape Kerkeling im Stil von Henri de Toulouse-Lautrec, Annette Dasch im Stil von Dante Gabriel Rossetti sowie Otto Waalkes im Stil von Anthonis van Dyck.
2016 folgte bei 3sat die dritte Staffel der Dokumentationsreihe mit dem Titel Der Meisterfälscher geht in die dritte Runde. Die Gäste dieser Runde sind die Moderatorin Barbara Schöneberger, gemalt im Stil von Gustav Klimt, der Bergsteiger Reinhold Messner im Stil von Ferdinand Hodler, Fußballspieler Mario Gómez im Stil von Vincent van Gogh, die Schauspielerin Marie Bäumer im Stil von Pablo Picasso, und die Autorin und Moderatorin Ina Müller im Stil von Henri Matisse.